# Loi relative à l’adaptation de la société au vieillissement
La loi n° 2015-1776 du 28 décembre 2015 relative à l'adaptation de la société au vieillissement est une loi française visant à « anticiper les conséquences du vieillissement de la population et d'inscrire cette période de vie dans un parcours répondant le plus possible aux attentes des personnes en matière de logement, de transports, d’accompagnement et de soins en cas de perte d’autonomie, de vie sociale et citoyenne, d'accompagnement ».

## Le projet de loi
Présenté au public à Angers le 12 février 2014 par Jean-Marc Ayrault, premier ministre, accompagné de Marisol Touraine, ministre des Affaires sociales et de la Santé, ce projet de loi a été adopté en Conseil des ministres le 3 juin 2014. Il a ensuite entamé son parcours parlementaire et a été adopté en commission des Affaires sociales de l’Assemblée nationale le 17 juillet, puis en première lecture par l'Assemblée nationale le 17 septembre 2014. Le 19 mars 2015, le Sénat a adopté à son tour, en première lecture, ce projet de loi pour lequel une centaine d’amendements ont été votés.

### Contexte
Le ministère des Affaires sociales, de la Santé et des Droits des Femmes dispose des données suivantes en 2021 concernant le vieillissement :
- En France, en 2015, l’espérance de vie, de 78 ans pour les hommes et 85 ans pour les femmes[6],[7], devrait, selon l’INSEE, s'allonger d’ici à 2060. Elle atteindrait alors 86 ans pour les hommes et 91 ans pour les femmes.
- Les personnes âgées de 60 ans et plus sont au nombre de 15 millions en 2021. Elles seront 20 millions en 2030 et près de 24 millions en 2060.
- Le nombre des plus de 85 ans passera de 1,4 million (2021) à 5 millions en 2060.
- L’âge moyen de perte d’autonomie est de 83 ans.
- On compte 1,2 million de bénéficiaires de l’allocation personnalisée d'autonomie (APA) dont 60 % à domicile et 40 % en établissement.
- 4,3 millions de personnes aident régulièrement un de leurs aînés en 2021. Parmi elles, 2,8 millions apportent une aide à la vie quotidienne à une personne âgée vivant à domicile. 62 % des aidants familiaux sont des femmes.
- La dépense publique consacrée à l’autonomie a été estimée en 2010 à 24 milliards d’euros, dont 14 milliards pour le financement des soins, 5,3 milliards au titre de l’APA et 2,2 milliards  pour l’hébergement.

### Objectifs
Les objectifs de cette loi s'articulaient autour de trois axes : anticipation, adaptation, accompagnement,.
- Anticipation : Anticiper pour repérer et combattre les premiers facteurs de risque de la perte d’autonomie.
- Adaptation : Adapter les politiques publiques au vieillissement.
- Accompagnement : Améliorer la prise en charge des personnes en perte d’autonomie.

### Mesures
Le projet prévoyait notamment : 	
- Le financement par la Caisse nationale de solidarité pour l'autonomie (CNSA) des actions de prévention de la perte d'autonomie sous la forme d'un concours versé aux départements et abondé par une fraction de la contribution additionnelle de la solidarité pour l'autonomie (CASA) ;
- La lutte contre l'isolement par le financement par la CNSA de la formation de l'accompagnement des bénévoles qui contribuent au maintien du lien social et par le financement de mesures d'accompagnement au profit des proches aidants ainsi que de formations des personnels administratifs des services à domicile.
- Des mesures d'adaptation de la société au vieillissement. Parmi les mesures proposées, figurent des dispositions relatives à la vie associative (comme l'instauration d'un volontariat civique sénior), à l'habitat collectif pour personnes âgées ; aux territoires, aux habitats et aux transports ; aux droits, protection et engagements des personnes âgées).

Concernant l'accompagnement de la perte d'autonomie, sept objectifs étaient visés :
- Revaloriser et améliorer l'allocation personnalisée d'autonomie (APA) à domicile.
- Refondre l'aide à domicile.
- Soutenir et valoriser les proches aidants.
- Définir les modalités de compensation aux départements des dépenses nouvelles résultant des améliorations de l'APA.
- Soutenir l'accueil familial.
- Clarifier les règles relatives au tarif d'hébergement en établissement d'hébergement pour les personnes âgées dépendantes (EHPAD).
- Améliorer l'offre médico-sociale sur le territoire.

Sur le plan national, en France métropolitaine :	
- Création d'un Haut Conseil de l'âge.
- Élargissement des missions de la CNSA.

Des dispositions relatives aux Outre-mer sont également proposées afin d'adapter le projet de loi aux départements et collectivités d'outre-mer.

### Financement
Ce projet de loi, dont le financement reposait sur la solidarité nationale, visait à apporter de nouvelles mesures de justice sociale à l’attention des personnes âgées. Le Gouvernement a fait le choix de conforter un financement solidaire de la prévention et de l’accompagnement de la perte d’autonomie fondé sur une ressource dédiée, la contribution additionnelle de solidarité pour l’autonomie (CASA) (863 millions d’euros en 2024).

## Réaction et analyse
- "Le Conseil économique, social et environnemental (CESE) considère que ce projet de loi va dans le bon sens en proposant un changement de regard sur le vieillissement et des mesures d’anticipation de la perte d’autonomie. Pour autant, la réponse aux besoins appellera des financements supplémentaires au-delà des 645 millions de la seule contribution additionnelle de solidarité pour l’autonomie prévue aujourd’hui."[13]
- Ce projet de loi aborde la gérontechnologie (ou gérontotechnologie) dans laquelle le gouvernement voit un potentiel économique important[14].
- Pour Jean Ricard, un ancien directeur de maison de retraite ayant été victime lui-même d'un AVC, ce projet de loi "n'est pas à la hauteur des enjeux"[15]
- Selon des travaux des Nations unies, à l’échelle mondiale, le nombre de personnes âgées de 60 ans ou plus devrait pratiquement tripler, passant de 673 millions en 2005 à 2 milliards en 2050[16]. Par rapport à ces prévisions, une équipe canadienne note que le vieillissement est un enjeu de société relativement au coût induit[17]. Ils signalent par ailleurs que l'examen du projet de loi en séance publique devrait avoir lieu pendant la session extraordinaire en septembre.